# Quill Lakes

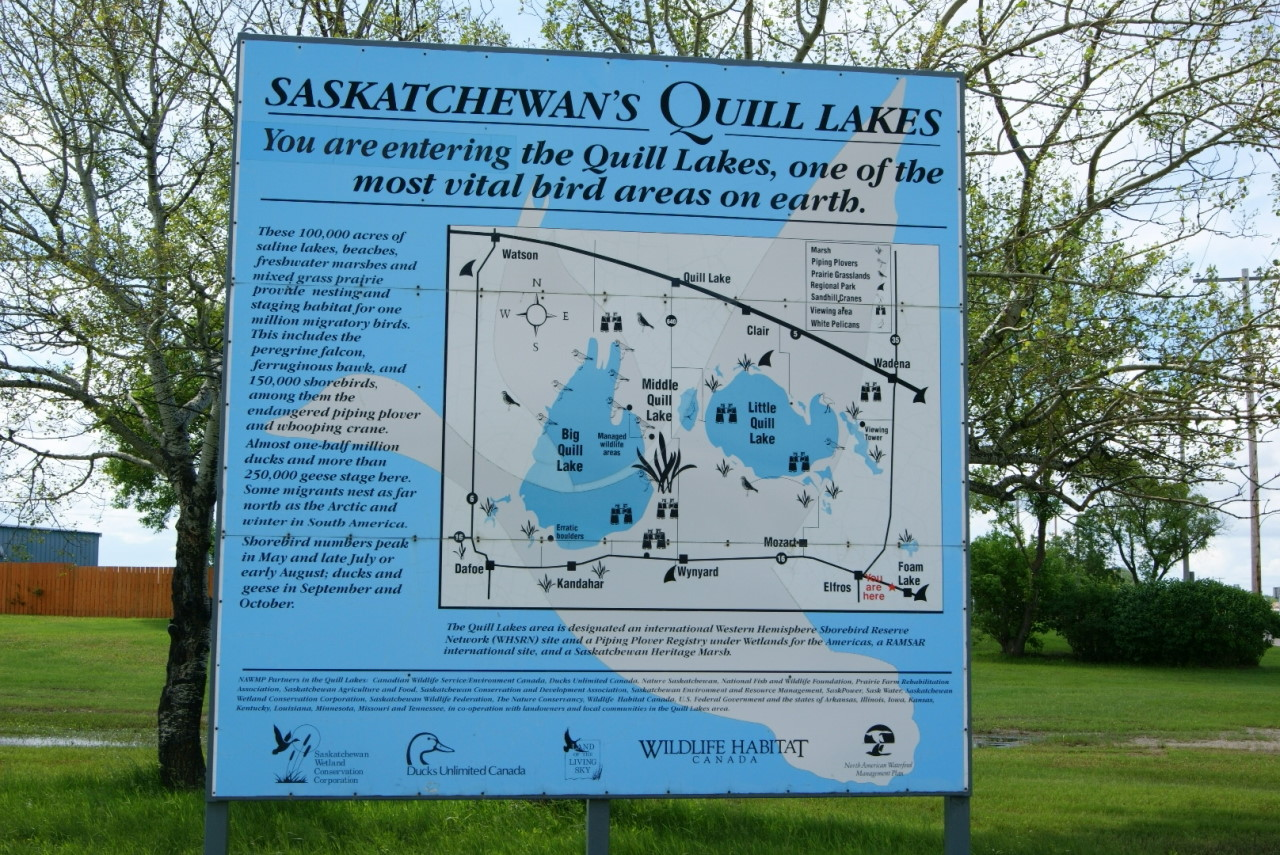
Infotafel

Als Quill Lakes werden zusammenfassend drei benachbarte Salzseen in der kanadischen Provinz Saskatchewan bezeichnet. Hinzugerechnet werden auch die sie umgebenden Feuchtgebiete, sie gelten als größtes Salzseengebiet Kanadas.

## Geographie
Die Quill Lakes liegen im Südosten Saskatchewans. Etwas südlich von ihnen liegt die Kleinstadt Wynyard mit dem gleichnamigen kleinen Flugplatz, hier verlaufen auch der Highway 16 als Teilstück des Yellowhead Highways sowie die Eisenbahnstrecke von Winnipeg nach Saskatoon. Weitere Ortschaften in der Umgebung sind Wadena im Nordosten, Quill Lake im Norden sowie Watson im Nordwesten. Das Gebiet teilt sich verwaltungstechnisch auf fünf Landgemeinden (Rural Municipalities) auf: Elfros No. 307, Big Quill No. 308, Prairie Rose No. 309, Lakeview No. 337 und Lakeside No. 338.
Der Big Quill Lake im Westen ist, mit einer Wasserfläche von bis zu 420 Quadratkilometern, der größte der drei Seen, der Little Quill Lake im Osten ist etwa halb so groß. Zwischen ihnen liegt der deutlich kleinere Middle Quill Lake, er wird auch Mud Lake genannt. Durch die flache Umgebung variiert die Ausdehnung der Seen stark und ist vom jeweiligen Wasserstand abhängig. Die Seen liegen etwas mehr als 510 Meter über dem Meeresspiegel.
Die drei Seen werden durch etliche kleinere Bäche gespeist. Umgeben von eiszeitlichen Moränen bilden sie ein kleines endorheisches Becken, ein Abfluss in östlicher Richtung findet nur bei hohen Wasserständen statt. Sie haben teilweise Kies- und Schlammstrände, gehen aber ansonsten in Marsch- oder Salzwiesen über. Die weitere Umgebung ist Grasland oder Aspen Parkland, die Böden bestehen aus Schwarzerde.

## Bedeutung für den Naturschutz
Die Quill Lakes sind ein wichtiges Zwischenziel als Rastplatz für Zugvögel und dienen zugleich als Brutgebiet für etliche dort beheimatete Arten. Aufgrund ihrer Bedeutung genießen sie mehrfachen Schutzstatus, seit 1987 sind sie als Ramsar-Gebiet ausgewiesen, seit 1998 als Important Bird Area mit einer Gesamtfläche von 726,5 Quadratkilometern. Den Vögeln verdanken die Seen auch ihre Namen: Quill steht in der englischen Sprache für einen Federkiel; sie wurden früher gesammelt und nach England exportiert, um dort als Schreibgerät verwendet zu werden.
2001 wurden unter anderem 85.000 Gänse, 100.000 Enten und 12.000 Kraniche gezählt, mit bis zu 155.000 Vögeln zur gleichen Zeit. Durch verschiedene Schutzmaßnahmen sind diese Zahlen in jüngerer Zeit gestiegen, man geht von mittlerweile von bis zu 300.000 Vögeln gleichzeitig bei rund 300 anzutreffenden Arten aus. Im Big Quill Lake findet sich die größte Brutpopulation des, in Kanada als bedrohte Tierart eingestuften Gelbfuß-Regenpfeifers der gesamten Provinz. Auf einer Insel im Middle Quill Lake ist eine Kolonie von Nashornpelikanen (Pelecanus erythorhynchos) beheimatet. Außerdem sind unter anderem Binden-, Weißbürzel-, Wiesen- und Bairdstrandläufer sowie Schlammläufer, Amerikanischer Säbelschnäbler, Hudsonschnepfe und, während der Zugphase im Herbst, der sehr seltene Schreikranich anzutreffen.

## Wirtschaftliche Bedeutung
Die Quill Lakes sind reich an Magnesiumsulfat, Natriumsulfat und Kaliumsulfat. Letzteres wird am Südrand des Big Quill Lakes von der Big Quill Resources, einem Tochterunternehmen von Compass Minerals, industriell zur Verwendung unter anderem als Düngemittel gewonnen.
Die Umgebung ist teilweise in Privatbesitz, mehrheitlich aber Kronland, etwa zwei Drittel der Flächen werden als Weideland genutzt. Für Touristen sind an verschiedenen Punkten Beobachtungsstellen eingerichtet worden. Informationszentren für Besucher bestehen in Wadena, Wynyard und, etwas entfernt im Südosten, in Foam Lake.